# Az élet csajos oldala
Az élet csajos oldala egy amerikai szituációs komédia, melyet Michael Patrick King és Whitney Cummings készített a Warner Bros.-nak. A sorozat a CBS csatornán debütált a 2011-12-es televíziós évadban.
Nyomon követhetjük, hogy Max (Kat Dennings) és Caroline (Beth Behrs) hogyan indítja be saját vállalkozásukat, mely ún. cupcake cukrászda lesz.
Magyarországon az RTL II vetítette. Több európai országban is vetítették a sorozatot, például Németországban, Franciaországban és Olaszországban.

## Történet
|  | Alább a cselekmény részletei következnek! |

Max Black egy Brooklynban elő huszonéves lány, aki két állásból tartja el magát: nappal bébiszitterkedik, éjjel pedig a Williamsburg Diner pincérnője. Egyik munkanapján egyedül marad, amikor társa, az orosz származású Paulinat kirúgják. Ekkor jön Caroline, a szőke cicababa-szerű lány, aki épp munkát keres...

### Az első évad történései
Caroline épp munkát keres és Han Lee, a Williamsburg Diner tulajdonosa felveszi pincérnőnek, Max társa lesz. Kiderül, hogy a lány annak a Martin Channing-nek a lánya, aki sikkasztás miatt börtönbe került. A család teljes vagyonát és családi házát lefoglalták, a bankszámlájukat pedig zárolták, így Caroline-nak nincs se pénze, se lakása. Korábbi barátai megszakítottak vele minden kapcsolatot. Caroline az első munkanap után a metrón alszik, mert nem mer leszállni. Max másnap reggel talál rá, majd befogadja a lakásába a lányt. Max az egyik éjjel muffint süt, Caroline fejében pedig megszületik az ötlet: nyitniuk kéne egy cupcake cukrászdát. Ehhez mindössze 250.000 dollár alaptőkére van szükségük, amelyet kettejük fizetéséből és a borravalóból kezdenek el gyűjteni. Az epizódok végén feltüntetik, hogy épp mennyi pénzük van a lányoknak.
|  | Itt a vége a cselekmény részletezésének! |

## Epizódok
A CBS 2013. március 27-én bejelentette, hogy elindítja a 3. évadot a 2013/14-es szezonban.
A 3. évad 2013. szeptember 23-án került bemutatásra. A 4. évad premierje 2014. október 27-én volt.

Az RTL II 2014. július 18-án mutatta be az első részt, melyet a teljes első évad követett.

A 6. évadot követően a CBS nem rendelt újabb részeket a sorozatból.
2016 Novemberében a Viasat3 is sugározza a sorozatot de új szinkronnal, és 2017 Októberében az indulása után a Sony Max is sugározza.
| Évad | Évad | Epizódok | Eredeti sugárzás     | Eredeti sugárzás  | Magyar sugárzás     | Magyar sugárzás      |
| Évad | Évad | Epizódok | Évadpremier          | Évadfinálé        | Évadpremier         | Évadfinálé           |
| ---- | ---- | -------- | -------------------- | ----------------- | ------------------- | -------------------- |
|      | 1    | 24       | 2011. szeptember 19. | 2012. május 7.    | 2014. július 18.    | 2014. augusztus 20.  |
|      | 2    | 24       | 2012. szeptember 24. | 2013. május 13.   | 2014. augusztus 21. | 2014. szeptember 23. |
|      | 3    | 24       | 2013. szeptember 23. | 2014. május 5.    | 2015. március 24.   | 2015. április 23.    |
|      | 4    | 22       | 2014. október 27.    | 2015. május 18.   | 2015. október 13.   | 2015. november 6.    |
|      | 5    | 22       | 2015. november 12.   | 2016. május 12.   | 2016. június 7.     | 2016. július 6.      |
|      | 6    | 22       | 2016. október 20.    | 2017. április 17. | 2017. május 17.     | 2017. december 2.    |

## Díjak, jelölések
| Év   | Díj                                                | Kategória                                                                 | A jelölést/díjat kapta                                                     | Eredmény |
| ---- | -------------------------------------------------- | ------------------------------------------------------------------------- | -------------------------------------------------------------------------- | -------- |
| 2012 | People's Choice Awards                             | Favorite New TV Comedy                                                    | Az élet csajos oldala (2 Broke Girls)                                      | Elnyerte |
| 2012 | Excellence in Production Design Award              | Episode of a Multi-Camera, Variety or Unscripted Series                   | Glenda Rovello, Conny Boettger és Amy Feldman                              | Jelölve  |
| 2012 | Teen Choice Awards                                 | Choice TV Breakout Performance – Female                                   | Beth Behrs                                                                 | Jelölve  |
| 2012 | Teen Choice Awards                                 | Choice TV: Comedy                                                         | Az élet csajos oldala (2 Broke Girls)                                      | Jelölve  |
| 2012 | Emmy Awards                                        | Outstanding Art Direction for a Multi-Camera Series                       | Glenda Rovello és Amy Feldman                                              | Elnyerte |
| 2012 | Emmy Awards                                        | Outstanding Cinematography for a Multi-Camera Series                      | Gary Baum                                                                  | Jelölve  |
| 2012 | Emmy Awards                                        | Outstanding Multi-Camera Picture Editing for a Comedy Series              | Darryl Bates                                                               | Jelölve  |
| 2012 | Casting Society of America Announces Artios Awards | Television Pilot Comedy                                                   | Az élet csajos oldala (2 Broke Girls)                                      | Jelölve  |
| 2013 | Excellence in Production Design Award              | Episode of a Multi-Camera, Variety or Unscripted Series                   | Glenda Rovello                                                             | Jelölve  |
| 2013 | NewNowNext Awards                                  | Coolest Cameo                                                             | 2 Chainz                                                                   | Jelölve  |
| 2013 | Young Artist Award                                 | Best Performance in a TV Series – Guest Starring Young Actor 11-13        | Jake Elliott                                                               | Jelölve  |
| 2013 | Emmy Awards                                        | Outstanding Art Direction for a Multi-Camera Series                       | Glenda Rovello és Amy Feldman                                              | Jelölve  |
| 2013 | Emmy Awards                                        | Outstanding Cinematography for a Multi-Camera Series                      | Gary Baum                                                                  | Jelölve  |
| 2014 | People's Choice Awards                             | Favorite Network TV Comedy                                                | Az élet csajos oldala (2 Broke Girls)                                      | Jelölve  |
| 2014 | People's Choice Awards                             | Favorite TV Gal Pals                                                      | Caroline Channing (Beth Behrs) és Max Black (Kat Dennings)                 | Jelölve  |
| 2014 | Emmy Awards                                        | Outstanding Cinematography for a Multi-Camera Serie                       | Christian La Fountaine                                                     | Jelölve  |
| 2015 | People's Choice Awards                             | Favorite Network TV Comedy                                                | Az élet csajos oldala (2 Broke Girls)                                      | Jelölve  |
| 2015 | Emmy Awards                                        | Outstanding Production Design for a Narrative Program (Half-Hour or Less) | And the Zero Tolerance"; "And the Fun Factory"; "And a Loan for Christmas" | Jelölve  |
| 2015 | Emmy Awards                                        | Outstanding Multi-Camera Picture Editing for a Comedy Series              | Darryl Bates és Ben Bosse                                                  | Jelölve  |
| 2015 | Emmy Awards                                        | Outstanding Cinematography for a Multi-Camera Series                      | Christian La Fountaine                                                     | Jelölve  |
| 2016 | People's Choice Awards                             | Favorite Network TV Comedy                                                | Az élet csajos oldala (2 Broke Girls)                                      | Jelölve  |
| 2016 | Emmy Awards                                        | Outstanding Multi-Camera Picture Editing for a Comedy Series              | Darryl Bates                                                               | Jelölve  |

## Szereplők

### Főszereplők
| Színész(nő)       | Szerepnév                   | Szinkronhang                                                        | A karakter tulajdonsága |
| ----------------- | --------------------------- | ------------------------------------------------------------------- | --- |
| Kat Dennings      | Max Black                   | Németh Borbála (RTL-es Szinkron) Tarr Judit (SONY-s szinkron)       | A Williamsburg Diner gyorsétterem pincérnője. Hányatott sorsú gyerekként nőtt fel, jelenleg is szűkösen él egy brooklyni lakásban, illegálisan. Hobbija a cupcake sütés, amit mesterien csinál. |
| Beth Behrs        | Caroline Wesbox Channing    | Ruttkay Laura (RTL-es szinkron) Dögei Éva (SONY-s szinkron)         | A Williamsburg Diner gyorsétterem új pincérnője. Azelőtt dúsgazdag felső osztálybeli fiatal lány, aki mindenét elvesztette, mikor az apját börtönbe zárták, a család számláját pedig zárolták. Állásinterjúján találkozik Max-szel, aki segít neki eligazodni a dolgos hétköznapokban, valamint a lakásába is befogadja. Ő találja ki a közös vállalkozás gondolatát. |
| Garrett Morris    | Earl                        | Várkonyi András (RTL-es Szinkron) Jakab Csaba (SONY-s szinkron)     | A Williamsburg Diner pénztárosa. A 75 éves Earl valaha jazz zenész volt, ő azon emberek egyike, akiket Max nagyon szeret. |
| Jonathan Kite     | Oleg                        | Varga Gábor (RTL-es szinkron) Varga Rókus (SONY-s szinkron)         | A Williamsburg Diner ukrán szakácsa. A szexmániás Oleg folyton fűzi Max-et, majd később Caroline-t is (és minden nőt). Nem veti meg az enyhén közönséges, szexista vicceket sem, ennek ellenére mindenki kedveli. Később Sophie-val kerül közelebbi kapcsolatba. |
| Matthew Moy       | Han Lee                     | Elek Ferenc (RTL-es szinkron) Bogdán Gergő (SONY-s szinkron)        | A Williamsburg Diner üzletvezetője, Max, Caroline, Earl és Oleg főnöke. Apró termete és koreai származása miatt Max poénjainak gyakori céltáblája. |
| Jennifer Coolidge | Sophie Kachinsky            | Farkasinszky Edit (RTL-es Szinkron) Kocsis Mariann (SONY-s Szinkron | A lengyel hölgy, aki Max új felső szomszédja. Takarítási cége van (Sophie választása néven), a lányok gyakran besegítenek neki. Az első évadban visszatérő karakter, később állandó szereplővé válik. |
|                   | Chestnut (Geszti/Gesztenye) | -                                                                   | Caroline lova, aki a lányokkal együtt lakik. |

### Visszatérő mellékszereplők
| Színész(nő)  | Szerepnév    | Szinkronhang | A karakter tulajdonsága | Megjegyzés                                                   |
| ------------ | ------------ | ------------ | --- | ------------------------------------------------------------ |
| Brooke Lyons | Peach Landis | Vadász Bea   | Tipikus gazdag amerikai anyuka, akinek babáira Max másodállásban felügyel. Az ikrek neve Brad és Angelina, akik a híres színészekről Brad Pittről és Angelina Jolieról kapták a nevüket. | Csak az első évadban szerepel.                               |
| Nick Zano    | Johnny       |              | Max titkos szerelme, aki felforgatja a lány addigi szerelmi életét. | Csak pár epizódban tűnik fel, a 2. évadban teljesen eltűnik. |
| Ryan Hansen  | Andy         |              | Caroline szerelme a 2. évadban. Van egy édességboltja. |                                                              |
| Noah Mills   | Robbie       |              | Max kockahasú exfiúja. Max szakít vele, miután a srác ajánlatot tesz Caroline-nak. | Csak az 1. évad három epizódjában szerepel.                  |

### Sztárvendégek
| Színész(nő)            | Szerepnév        | Szinkronhang        | A karakter tulajdonsága                                                                                          | Megjegyzés                      |
| ---------------------- | ---------------- | ------------------- | --- | ------------------------------- |
| Martha Stewart         | Önmaga           | Menszátor Magdolna  | A MET gálán elkéri Max névjegykártyáját és megkóstolja a lány "szalonnás-sörtésztás tavaszi szünet" cupcake-jét. |                                 |
| Steven Weber           | Martin Channing  | ?                   | Caroline édesapja                                                                                                | Először a 2. évadban tűnik fel. |
| Cedric the Entertainer | Darius           | Petridisz Hrisztosz | Earl fia |                                 |
| 2 Chainz               | Önmaga           | Moser Károly        | |                                 |
| Missi Pyle             | Charity Channing | Bertalan Ágnes      | Caroline nagynénje                                                                                               |                                 |
| Debra Wilson           | Delores          | ?                   | Egy középkorú munkásnő                                                                                           |                                 |
| Piers Morgan           | Önmaga           | ?                   | |                                 |
| Lindsay Lohan          | Claire Guinness  | Németh Kriszta      | menyasszony, aki Max-et és Caroline-t kéri fel az esküvői tortája elkészítéséhez                                 | A 3. évadban tűnik fel.         |
| Hal Linden             | Lester           | ?                   | Max és Caroline főbérlője                                                                                        |                                 |

## Érdekességek
- Caroline csengőhangja Kelis "Milkshake"" című dala.
- Max az egyik epizódban azt mondja: "A Twitter hülyeség, az Instagram az analfabéták Twittere." Kat Denningsnek azonban van saját Twitter, illetve Instagram profilja.
- Kat Dennings volt az első, aki megkapta Max szerepét, 2011. február 18-án,[5] egy héttel később Beth Behrs kapta meg Caroline szerepét egy szereplőválogatás alkalmával.[6]
- Whitney Cummings, a sorozat egyik producere, a 2011/12-es televíziós évadban a saját sitcomján is dolgozott, amely az NBC csatornán debütált.[7]
- A Viasat3 és a Sony Max (korábban: AXN White, jelenleg: Viasat 2) új szinkronnal vetítették a sorozatot.